# Civilization Phaze III
Civilization Phaze III è il ventitreesimo album di Frank Zappa. È l'ultimo album completato dall'artista prima della sua morte, nel 1993, ed è stato pubblicato postumo nel 1994 dalla "Zappa Family Trust".
Reputata dallo stesso Zappa come "opera-pantomima", il progetto nacque nel 1967 come esperimento di registrazione vocale. In una nota del 1993 dice:
"...decisi di stipare un paio di U-87 nel pianoforte, coprirlo con un drappo pesante, piazzarci sopra un salvagente e invitare chiunque a metterci dentro la testa e a vaneggiare incoerentemente circa gli argomenti che avrei suggerito loro..."
Questi vaneggiamenti furono trasformati in una (vaga) trama riguardante maiali, pony e altri personaggi del genere che vivono all'interno di un pianoforte. Nel 1991 furono aggiunti dialoghi addizionali. Le partiture musicali furono composte e registrate esclusivamente per mezzo del Synclavier, usato per la prima volta da Zappa in The Perfect Stranger (1984) e poi in Jazz from Hell (1986).

## Tracce
Tutti i brani sono di Frank Zappa.

### Disco uno
1. This Is Phaze III – 0:47
2. Put a Motor in Yourself – 5:13
3. Oh-Umm – 0:50
4. They Made Me Eat It – 1:48
5. Reagan at Bitburg – 5:39
6. A Very Nice Body – 1:00
7. Navanax – 1:40
8. How the Pigs' Music Works – 1:49
9. Xmas Values – 5:31
10. Dark Water! – 0:23
11. Amnerika – 3:03
12. Have You Heard Their Band? – 0:38
13. Religious Superstition – 0:43
14. Saliva Can Only Take So Much – 0:27
15. Buffalo Voice – 5:12
16. Someplace Else Right Now – 0:32
17. Get a Life – 2:20
18. A Kayak (On Snow) – 0:28
19. N-Lite – 18:00

### Disco due
1. I Wish Motorhead Would Come Back – 0:14
2. Secular Humanism – 2:41
3. Attack! Attack! Attack! – 1:24
4. I Was in a Drum – 3:38
5. A Different Octave – 0:57
6. This Ain't CNN – 3:20
7. The Pigs' Music – 1:17
8. A Pig With Wings – 2:52
9. This Is All Wrong – 1:42
10. Hot & Putrid – 0:29
11. Flowing Inside-Out – 0:46
12. I Had a Dream About That – 0:27
13. Gross Man – 2:54
14. A Tunnel into Muck – 0:21
15. Why Not? – 2:18
16. Put a Little Motor in 'Em – 0:50
17. You're Just Insultin' Me, Aren't You! – 2:13
18. Cold Light Generation – 0:44
19. Dio Fa – 8:18
20. That Would Be the End of That – 0:35
21. Beat the Reaper – 15:23
22. Waffenspiel – 4:05